# Autiere
Un autiere, nel linguaggio militare, è quel soldato la cui mansione è la guida degli autoveicoli per il trasporto di uomini e di materiali.

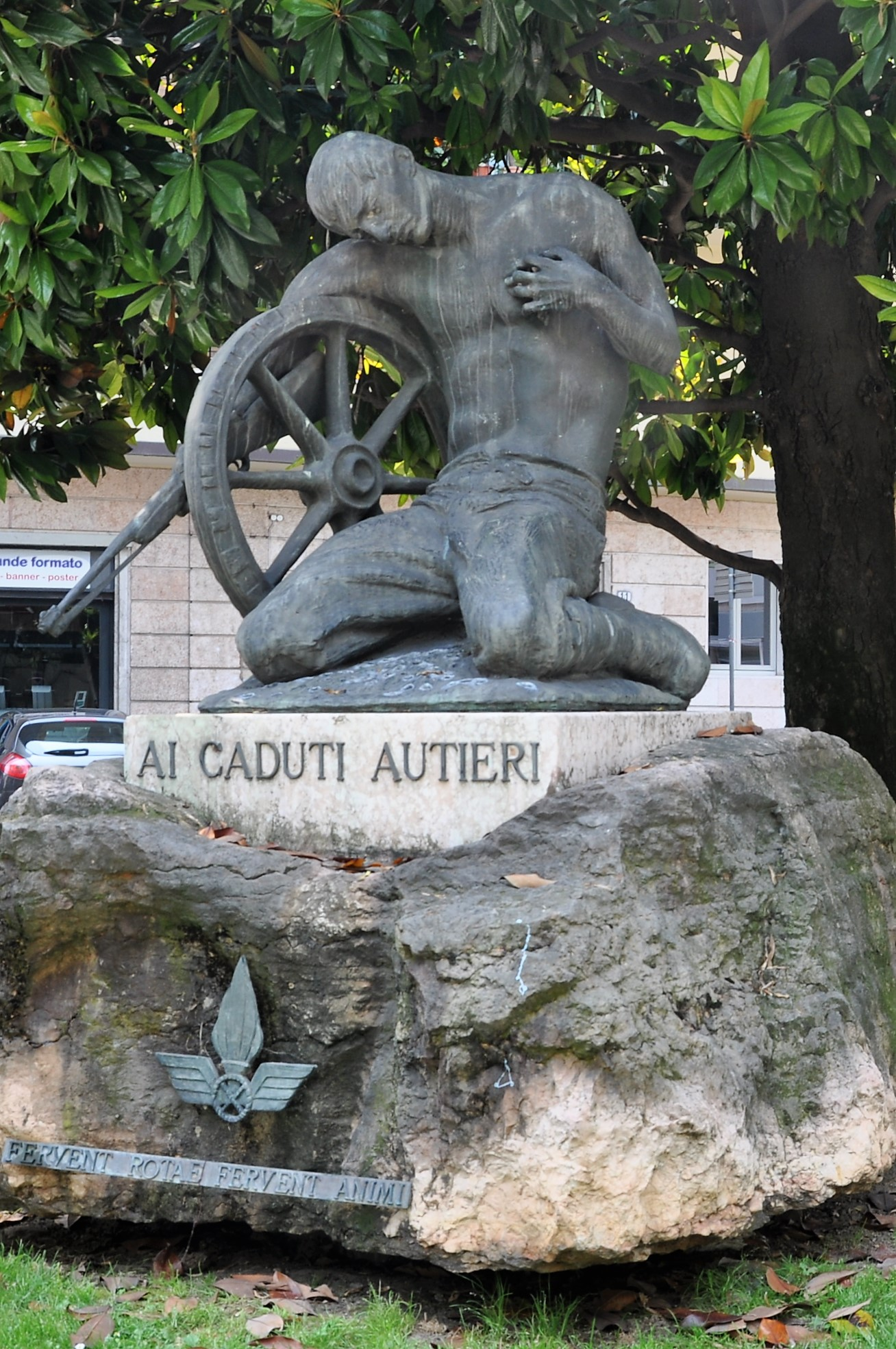
Monumento ai caduti Autieri, Verona

Nell'esercito italiano, gli autieri appartengono all'Arma dei trasporti e materiali (Tramat), il corpo militare che prima della guerra era definito Corpo automobilistico e dal dopoguerra fino alla fine del XX secolo Servizio automobilistico dell'Esercito.
In tempo di guerra il corpo provvedeva al trasporto di truppe, materiali e mezzi da e per le linee dei fronti di combattimento.
Le scuole di addestramento si trovano a Cecchignola (Roma). La data della festa del Corpo è il 22 maggio.